# Johannes Kinberg
Johannes Kinberg, född omkring 1677, död 23 juni 1743 i Linköpings församling, Östergötlands län, var en svensk borgmästare och riksdagsledamot i Linköping och Vadstena.

## biografi
Kinberg föddes omkring 1677. Han var son till var son till rådmannen Lars Andersson i Linköping och blev student vid Uppsala universitet 1688. Därefter var han bokhållare i änkedrottningens revisionskontor och åren 1718–1723 borgmästare i Vadstena. Åren 1729–1743 han borgmästare i Linköping. Han avled 1743.
Kinberg var riksdagsledamot av riksdagen 1719, riksdagen 1723 och riksdagen 1726–1727.

### Familj
Kinberg gifte sig med Maria Wetterling (1695–1757). De fick sonen Jacob Gripenstråle.